# Sweet Dreams (film, 1985)
Pour les articles homonymes, voir Sweet Dreams.
Pour plus de détails, voir Fiche technique et Distribution.
Sweet Dreams est un film américain réalisé par Karel Reisz, sorti en 1985.

## Synopsis
Le film est une biographie de Patsy Cline, chanteuse américaine de musique country.

## Fiche technique
- Titre : Sweet Dreams
- Réalisation : Karel Reisz
- Scénario : Robert Getchell
- Musique : Charles Gross
- Photographie : Robbie Greenberg
- Montage : Malcolm Cooke
- Production : Charles Mulvehill et Bernard Schwartz
- Société de production : HBO Films et Silver Screen Partners
- Pays d'origine : États-Unis
- Format : Couleurs - 1,85:1 - Dolby
- Genre : Biographie, drame
- Durée : 115 minutes
  -  États-Unis : 11 octobre 1985
  -  France : 19 mars 1986

## Distribution
- Jessica Lange : Patsy Cline
- Ed Harris : Charlie Dick
- Ann Wedgeworth : Hilda Hensley
- David Clennon : Randy Hughes
- James Staley : Gerald Cline
- Gary Basaraba : Woodhouse
- John Goodman : Otis
- P. J. Soles : Wanda
- Bruce Kirby : Arthur Godfrey
- Carlton Cuse : Sergent
- Robert Rothwell : Chirurgien plasticien